# Indolestes anomalus
Indolestes anomalus är en trollsländeart som beskrevs av Fraser 1946. Indolestes anomalus ingår i släktet Indolestes och familjen glansflicksländor. IUCN kategoriserar arten globalt som otillräckligt studerad. Inga underarter finns listade i Catalogue of Life.